# Ceratogaulus
Ceratogaulus es un género de roedores fosoriales extintos de la familia de los milagaúlidos. Son los únicos roedores conocidos con cuernos, y los mamíferos con cuernos más pequeños conocidos. Ceratogaulus vivió en el período Mioceno superior y en el Plioceno.

## Descripción

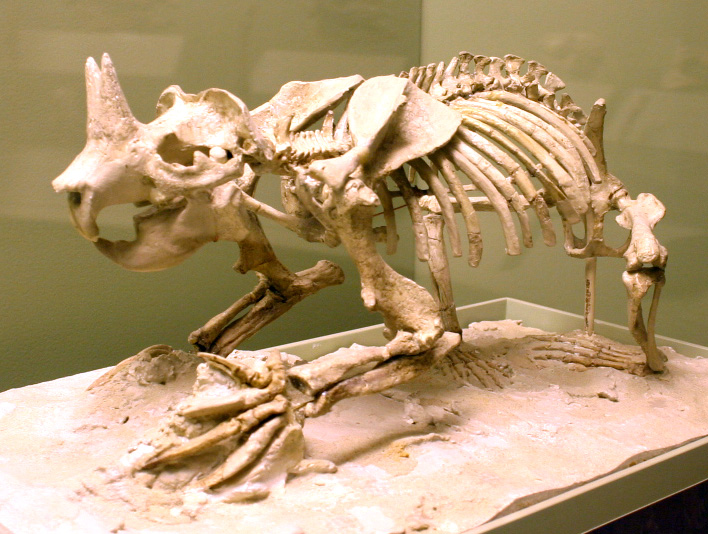
Fósil de Ceratogaulus hatcheri en el Museo de Historia Natural, Washington.

Ceratogaulus tenía dos cuernos encima de la cabeza bastante grandes en comparación con su tamaño. Es el único roedor con cuernos conocido. Vivían en lo que ahora son las Grandes Llanuras de Norteamérica, principalmente Nebraska. La utilidad de los cuernos de Ceratogaulus ha sido causa de mucha especulación. Entre ellas la excavación (aunque es poco probable por la posición de los cuernos), rituales de apareamiento, combate o defensa contra depredadores. Debido a que no mostraban dimorfismo sexual en los cuernos su papel en defensa puede ser más probable. En la mayoría de los demás aspectos recuerdan a las marmotas modernas. Medían aproximadamente 30 centímetros de largo, y tenía patas con poderosas garras para cavar. También tenían ojos pequeños y probablemente una visión pobre, similar a la de un topo. Esto sugiere que probablemente serían animales de madriguera.